# 唐吉訶德海賊團
唐吉訶德海賊團（ドンキホーテ海贼团），又稱唐吉訶德家族（ドンキホーテファミリー），是尾田榮一郎創作的日本漫畫《ONE PIECE》中著名的一個海賊團。

## 組織概要

唐吉訶德海賊團的組織結構

時任王下七武海唐吉訶德·多佛朗明哥率領的海賊團。海賊船名為努曼西亞·佛朗明哥號（Numancia Flamingo），船頭是一隻巨大戴太陽眼鏡的火鶴。現任有4名最高幹部，主力幹部則有11人，幹部皆出身於北海，底下擁有多達2,000名部下，其服裝共同特徵為有班點的褲子。
唐吉訶德·多佛朗明哥擔任七武海前，海賊團全員懸賞金為8億1300萬，根據地是位於新世界的多雷斯羅薩，又名愛與熱情與玩具之國，16年前據點為北方藍周遭「蜘蛛英哩」。主要從事在地下社會從事毒品、人口買賣、兜售大量殺戮武器等不法勾當，以及向四皇之一的「百獸」海道販賣人造惡魔果實SMILE的交易。

在多佛朗明哥被魯夫打敗後，連同絕大多數幹部（除了倒戈的BABY5、化名維爾莉特的碧歐菈公主，以及疑似在龐克哈薩特身亡的威爾可和莫內）被上將「藤虎」為首的海軍給逮捕給送進「推進城」。

## 船員

### 船長
唐吉訶德·多佛朗明哥（Donquixote Doflamingo）
聲優：田中秀幸（日本）；宋克軍→孫中台（台灣）；李家傑（香港）
年齡：39歲→41歲，生日：10月23日，星座：天蠍座，身高：305公分，血型：S型，出生地：聖地馬力喬亞，喜歡的食物：龍蝦、討厭的食物：燒烤，霸氣：見聞色、武裝色、霸王色。
唐吉訶德海賊團船長兼唐吉訶德家族首領，時任「王下七武海」成員，懸賞金為3億4,000萬貝里（成為七武海前→恢復懸賞被逮捕），外號「天夜叉」、「JOKER」。

### 最高幹部
威爾可（Vergo）
聲優：諏訪部順一（日本）；符爽／孫中台〈ep.703〉（台灣）
年齡：41歲（已故），生日：7月5日，星座：巨蟹座，身高：247cm，血型：X型，出生地：北海，喜歡的食物：漢堡套餐（漢堡、薯條、草莓奶昔），霸氣：見聞色、武裝色。
前海軍中將兼G-5支部基地長。實際上是多佛朗明哥派入海軍的臥底，唐吉訶德家族的最高幹部，代號初代「柯拉遜」（Corazon）。外號「鬼竹」威爾可（Demon Bamboo Vergo）。為托拉法爾加·羅與斯摩格的共同敵人。
穿著格子狀大衣，戴墨鏡，臉兩側有著閃電狀鬢角的壯年男性。家族中少數沒有惡魔果實的幹部，精通武裝色霸氣，且擅長體術（如六式中的剃、指槍、鐵塊、月步、紙繪），使用武器為可作為棍棒或槍炮的竹子。喜歡吃漢堡，臉上總是黏著吃剩的食物殘渣。在幹部之中與多佛朗明哥關係最好，並稱呼他為「多佛」（Doffy）。
31年前見識到多佛朗明哥的霸王色霸氣，因而跟其他最高幹部一起建立唐吉訶德家族。為了執行多佛朗明哥要他臥底到海軍的秘密任務，將柯拉遜的地位交棒給羅希南特。13年前羅在密尼翁島誤將情報文書送到威爾可手上，並請求威爾可救羅希南特，但威爾可發現羅希南特會說話之後就在驚訝之餘拆開了情報，由此發現羅希南特竟然是海軍派來的臥底，憤而將他和羅兩人打成重傷，並用電話蟲將這項訊息轉告多佛朗明哥，此時羅希南特和羅乘機逃跑。
10年前擔任海軍上校，接受多雷斯羅薩請求平息動亂的委託，協助多佛朗明哥入主多雷斯羅薩。花了15年爬到中將的位置，深得海軍信任。近年來利用職務之便將凱薩策劃的兒童誘拐事件篡改成海難事故。當他知道斯摩格調到G-5時，佈下最大限度的警戒網以避免泄漏底細。
在魯夫一行人來到龐克哈薩特時，他剛好從多雷斯羅薩搭油輪順道來到龐克哈薩特，在凱薩那裡取得羅的心臟，並和莫內逮住開始行動的羅，然後將魯夫、羅賓、佛朗基、羅以及企圖調查龐克哈薩特的斯摩格與達絲琪囚禁在牢裡，此時羅說出威爾可的真實身份。凱薩使用死之國要將魯夫等人殺死，而威爾可為保險起見決定自己出面殺死他們。隨後出現在基地內，用指槍重傷G-5的海軍們，且輕鬆地用武裝色霸氣將達絲琪毆傷，打女人的舉動觸怒了香吉士，從而引發與香吉士的一場戰鬥，由於死之國蔓延到他們戰鬥的地方及羅趕去了SAD製造室導致戰鬥中止，威爾可使用月步離開。向多佛朗明哥通報羅的背叛後，進入SAD製造室與羅和斯摩格戰鬥。斯摩格刻意擴散其能力的煙霧範圍，被威爾可的武裝色霸氣重創，但卻趁機取回了羅的心臟。威爾可在失去牽制手段後以全身武裝色和羅對決，但被羅以更強的武裝色霸氣搭配手術果實能力腰斬，身體被大卸十幾塊黏在SAD製造室的欄杆上，最後死在SAD製造室的爆炸當中。
威爾可名字在世界語中的涵義為「竹藤、棍、棒」的意思。

托雷波爾（Trebol）
聲優：松野太紀（日本）；宋克軍（台灣）
年齡：49歲，生日：3月18日，星座：雙魚座，身高：349公分，血型：F型，出生地：北海，喜歡的食物：香腸，霸氣：見聞色、武裝色。
唐吉訶德家族的最高幹部，統領特殊能力隊伍的托雷波爾軍，代號「梅花」。懸賞金額：9,900萬貝里（在船長成為七武海前→恢復懸賞被逮捕）。
戴著一副小墨鏡，總是懸著半截鼻涕，身披帶有圓圈、類似棉被的斗篷，是典型的邋遢大叔的中年男性。突然出現與人貼得很近說話，喜歡搶別人的話題。童年的他是個留著鼻涕的髒小孩。
超人系「黏黏果實」能力者黏液人，雖然外表看似肥胖，實際上全身瘦到剩皮包骨，身上的贅肉皆是黏液形成，手持帶有梅花標誌的手杖（實為點火器），其黏液亦為可燃性，點火下去可引發火災。
31年前見識到多佛朗明哥的霸王色霸氣，因而跟其他最高幹部一起建立唐吉訶德家族，並提供線線果實和手槍給多佛朗明哥作為復仇之力，13年前隨家族前往密尼翁島，目睹了多佛朗明哥親手開槍殺死自己的弟弟羅希南特。
負責地下工廠的一切事宜，把掉進垃圾場的人黏到幹部塔並讓砂糖變成玩具，後用黏液黏住試圖攻擊砂糖的小人族戰士，並用火柴引爆。聽到重傷的小人族呼喊「騙人蘭德」，最後騙人布鼓起勇氣站出來跟托雷波爾和砂糖戰鬥，托雷波爾被騙人布的暗器「梧桐葉」擊中。在唐吉訶德家族聚會上向多佛朗明哥解釋砂糖暈過去的原因，並得到他的原諒。砂糖被騙人布嚇昏後，意圖將恢復的人類身軀的眾人抓回，並試圖攻擊羅賓，但被巨人族哈爾汀扔出大石擋住，隨後和帝雅曼鐵守護玩具工廠門口，並擊敗了恢復的人類身軀的眾人。後於魯夫和羅對抗多佛朗明哥之際，試圖協助多佛朗明哥牽制兩者，但被羅運用手術果實能力制服，被羅挑釁後急於解決對方，反被羅的招式「死亡之刀」砍傷，迫使他點燃黏液自爆欲同歸於盡，但仍以失敗告終，最後隨著多佛朗明哥敗戰，被海軍上銬逮捕。
托雷波爾在西班牙語為梅花、草花（tréboles）的意思。

帝雅曼鐵（Diamante）
聲優：梅津秀行（日本）；宋克軍／符爽〈ep.646、677〉（台灣）
年齡：45歲，生日：5月29日，星座：雙子座，身高：525公分，血型：S型，出生地：北海，喜歡的食物：紅葡萄酒，霸氣：見聞色、武裝色。
唐吉訶德家族的最高幹部，統領格鬥集團的帝雅曼鐵軍，代號「方塊」。懸賞金額：9,900萬貝里（在船長成為七武海前→恢復懸賞被逮捕）。
臉上有兩條面紋，身穿披風，打扮像土著部落的中年男性。稱呼多佛朗明哥為「多佛」。性格殘暴，有一被人讚許就會變得謙虛的習慣，若對方因此收回讚許則會連忙接受其讚許。童年的他是有海賊夢的窮小孩。
超人系「飄揚果實」能力者旗幟人，可將任何觸及的物體變成布綢般輕飄的型態，但此物體的材質不會變。擁有這個能力的帝雅曼鐵還能將鋼鐵製成衣服穿戴提高防禦力。
31年前見識到多佛朗明哥的霸王色霸氣，因而跟其他最高幹部一起建立唐吉訶德家族，在羅加入家族之後教羅劍術。13年前隨家族前往米尼翁島，目睹多佛朗明哥親手開槍殺死自己的弟弟羅希南特。在10年以前隨家族進入多雷斯羅薩，殺害蕾貝卡的母親絲卡蕾特。
多佛朗明哥委任他擔任鬥技場的管理員，在魯夫一行人前往多雷斯羅薩的時候，多佛朗明哥將火焰果實交給帝雅曼鐵保管，準備作為鬥技場的獲勝獎勵來將魯夫騙進鬥技場。在貝拉密失敗後告訴貝拉密暗殺掉魯夫的指令，後與多佛朗明哥通電話，告訴多佛朗明哥維爾莉特叛變計劃被打亂的消息。參加決賽，開始後先攻擊魯西，隨後被蕾貝卡攻擊，隨即用鈍器擊碎蕾貝卡的頭盔。後薩波讓巴特洛馬保護蕾貝卡，見被屏障保護無法攻擊，於是用蕾貝卡的不幸中傷嘲諷蕾貝卡，面對薩波要吃掉火焰果實而驚慌失措。砂糖被嚇暈以及火焰果實被薩波吃掉之後與托雷波爾防守在工廠之外，並擊敗恢復人類身體的眾人。其後和家族聚在一起，和托雷波爾一起被多佛朗明哥原諒。在蕾貝卡到達皇宮前之後追擊蕾貝卡，被居魯士出手阻止砍傷。之後想阻止魯夫和羅前往王宮，不過被羅用能力轉移離開，隨即和居魯士對戰。戰鬥時帝雅曼鐵出手偷襲蕾貝卡，被居魯士以「轟雷破壞劍」擊敗，並於敗北倒地時頭部撞擊到絲卡蕾特墳前塚木昏倒。隨著多佛朗明哥敗戰，被海軍上銬逮捕。
造型參考撲克牌的Queen（王后），名字是取自西班牙語的鑽石（Diamante）。

皮卡（Pica，尖波）
聲優：三矢雄二（日本）；許淑嬪（台灣）
年齡：40歲，生日：12月14日，星座：射手座，身高：470公分，血型：X型，出生地：北海，喜歡的食物：石鍋拌飯，霸氣：見聞色、武裝色。
唐吉訶德家族的最高幹部，統領特攻部隊的皮卡軍，代號「黑桃」。懸賞金額：9,900萬貝里（在船長成為七武海前→恢復懸賞被逮捕）。
身穿武士盔甲的壯漢，波浪狀的頭髮，頭上帶有十字護面的頭盔的壯年男性，肩膀處紋有黑桃標誌。武器為一把武士大刀。沉默寡言，但說話時會發出與其身材嚴重不符的尖細聲音，本人對此相當介意，如果被人嘲笑的話會很生氣，魯夫和索隆都稱他「女高音怪胎」。幼時跟別人打架經常打輸。
超人系「岩石果實」能力者岩石同化人。能力者能夠跟自身接觸到的岩石進行同化，能力者本身並不會變成岩石，本體仍會藏在岩石中，須要直接擊倒操縱岩石的能力者本體，能力才會解除。而經過型態變化後的岩石並不會因為能力者的離開、不再操縱而變回原來的樣貌，而是會持續保持在該能力者最後控制的樣子，而且只要能夠歸屬於岩石的物質，能力者都能夠加以控制，甚至連改變地形、建築物外貌都做得到。
31年前見識到多佛朗明哥的王者能力，因而跟其他最高幹部一起建立了唐吉訶德家族，13年前隨家族前往米尼翁島，目睹多佛朗明哥親手開槍殺死了自己的弟弟羅希南特。為10年前負責殲滅利克王族的3人之一。
與周圍的建築地形合體，化作超大的巨人出現在魯夫一行人面前，準備對反抗家族的人員展開壓倒性的攻擊，可是他的聲音讓魯夫狠狠嘲笑了一番。皮卡十分憤怒，瞬間暴走，比房屋還要大的拳頭從天而降，瞬間如同天崩地裂般，將一切破壞殆盡。與怪人軍團大戰時，被伊力薩貝羅的王者之拳和青椒的頭錐破壞了左臂，但身為岩石同化人的他卻一點不受影響，立刻重新長出手臂，繼續發動驚天動地的猛攻。魯夫發動灰熊槍，把皮卡的整個頭轟爛。後從巨石人的手臂中，拔出一把大刀攻擊魯夫等人，這時魯夫及時閃到哞西身下，使用巨力將哞西舉起來，躲開皮卡的斬擊。皮卡二次迎面斬向哞西，後被索隆擋下，隨即他與索隆展開決鬥。但皮卡知道自己不敵索隆，於是躲在石頭中攻擊怪人軍團的傷者，在他打算殺掉利克王時，被索隆發現，並被他以纏繞著霸氣的三把刀使出的招數「一大·三千·大千·世界」以及「三·千·世·界」擊敗。最後隨著多佛朗明哥敗戰，被海軍上銬逮捕。
造型參考撲克牌的Jack（侍從），名字則是取自西班牙語的長矛（Pica）。

唐吉訶德·羅希南特（Donquixote Rosinante）
聲優：山寺宏一／廣橋涼〈幼年時期〉（日本）；符爽／詹雅菁〈幼年時期〉（台灣）
年齡：享年26歲，生日：7月15日，星座：巨蟹座，身高：293公分（SBS）、435公分（公式書），血型：S型，出生地：聖地馬力喬亞，喜歡的食物：萵苣、高麗菜、梅干。
多佛朗明哥的親弟弟，已故唐吉訶德家族的最高幹部，代號二代「柯拉遜」，實際上是以海軍本部中校的身分效力海軍，是海軍潛入家族的臥底。
戴著墨鏡，右眼周圍有刺狀紋身的青年男性，嘴角也有長至耳根的紋身。天生行事馬虎而笨拙，缺乏注意力，經常鬧出笑話。他抽菸總會點著衣服，喝熱紅茶總是嗆出來，走路摔得四腳朝天更是家常便飯。
超人系「寂靜果實」能力者寧靜人，可製造隔音壁來隔絕牆壁內外的聲音傳播，也可以使自己或他人的一切行為都不發出聲音。
原世界貴族唐吉訶德一族的後代，童年時全家失去「天龍人」身份。父親被殺死後，8歲的他離開家族成為海軍，一路晉升至海軍本部中校（編號：M-C 01746），14年後回到唐吉訶德家族作海軍的臥底，之後晉升至最高幹部，二代柯拉遜。為羅的啟蒙者和救命恩人，13年前被兄長多佛朗明哥殺害。
多佛朗明哥以為羅希南特由於受刺激而變成啞巴，然而是他裝作不會說話。眾人認為他討厭小孩子，但事實上他是為把孩子們從唐吉訶德身邊趕走。與殘暴的多佛朗明哥相反，羅希南特繼承父親的善良性格，一顆慈悲仁愛之心，深深地理解少年羅的悲傷與痛苦。
童年是一個內向羞怯的孩子，他很少說話，總是黏在家人的身邊。羅希南特了解「D之一族」的能力。羅希南特生為世界最高貴的種族天龍人的一員，但他還不到6歲的時候，父親荷敏聖捨棄了神的地位，帶著一家人離開了馬力喬亞，來到北海的某個世界政府非加盟國生活。消息傳出，這一家墮入凡間的天龍人立刻遭到世人的追殺，數百年的積怨都發洩在了他們身上。母親不久後就病死了，父子3人終於被抓住並吊起來無情地毆打。
兩年後多佛朗明哥不顧羅希南特的苦苦哀求，當著他的面殺死父親，回到聖地希望能恢復天龍人身份，但他們這背叛者一族已經不再被接受。於是多佛朗明哥回到北海成立唐吉訶德家族，開始招兵買馬擴充實力，不久羅希南特離開了唐吉訶德家族。他被戰國收留養大，成為了海軍中校。期間的某個時候他吃了寂靜果實。22歲時，裝成啞巴的羅希南特回到了日益做大的唐吉訶德家族做臥底，代號「小米果」，向海軍發送家族情報，試圖阻止多佛朗明哥失控。
16年前在北海的港口城市斯派達邁爾茲，10歲的托拉法爾加·羅加入唐吉訶德海賊團，與羅希南特相識。最初兩人相處並不愉快，羅希南特見面就把羅丟出窗外，14年前羅向水牛和BABY5說出了自己的真名，恰好被羅希南特聽到，羅希南特立刻把羅帶走，警告他不可以留在多佛朗明哥身邊以及說出自己的真相，還告訴他D一族是神的天敵，擁有與神對抗的意志，天龍人認為D一定會再次掀起狂風暴雨趁著眾人在迎擊鶴率領的海軍，羅希南特帶走了羅，留言說要去給他治病。在向時任上將的戰國彙報擱置臥底任務後，兩人開始了長達6個月的求醫之路，然而卻一無所獲，所到之處都被眾人鄙夷使羅備受打擊。羅希南特夜裡苦悶地自述心跡，卻被羅聽到，此後羅開始稱他為「柯拉先生」。
多佛朗明哥打電話告訴他們得到海軍將與海賊交易手術果實的情報，打算給羅希南特吃。羅希南特向戰國要來情報，帶著羅提前趕到海賊的藏身地密尼翁島，利用能力從狄艾思·巴雷爾茲手裡搶走了果實並強迫羅吃下。受傷的羅希南特讓羅給海軍送情報，但不料羅找到的人剛好是家族安插在海軍裡的臥底威爾可，使羅希南特的身份徹底暴露。羅希南特騙羅自己不會死，用能力使羅的行動變得無聲，給他留下傻乎乎的笑容道別後把他藏在財寶箱裡。之後他與多佛朗明哥對峙，公開承認自己是海軍，並說謊說羅已被海軍保護，其後多佛朗明哥對他開槍。生命盡頭的羅希南特努力撐住，儘可能地延長能力效果保護羅，最終帶著微笑死去。而羅帶著他的遺願活了下來，並最終要摧毀唐吉訶德家族。
「羅希南特」來源於小說《唐吉訶德》，是主角的坐騎。羅希在西班牙語中的意思是「劣馬」，原著中的馬也十分笨拙，右眼的紋身來源於著名電影《发条橙》中的主人公亚列克斯，嘴角的紋身來自於dc漫画《蝙蝠侠》中的蝙蝠侠最大的反派小丑Joker這也與其兄長多佛朗明哥的代號呼應。形象取自于李国豪在乌鸦(电影)里的扮相。於761話正式登場，但他作為海軍已經在691話的彩頁中出現過。羅希南特的海軍編號是01746，而6、4、7、10的日語發音連起來即為「Roshinaten」。

### 幹部

#### 托雷波爾軍
砂糖（Sugar）
聲優：釘宮理惠（日本）；詹雅菁〈ep.620～629、1134〉→許淑嬪〈ep.664～714〉（台灣）
年齡：外表10歲（實際年齡22歲），生日：10月22日，星座：天秤座，身高：110公分，血型：XF型，出生地：北海，喜歡的食物：葡萄。
唐吉訶德家族的特別幹部，隸屬托雷波爾軍的特殊能力部隊，托雷波爾亦擔任她的貼身保鏢。為莫內的妹妹，是在羅希南特死後（約13年前）的兩年後加入家族，當時她9歲，之後才成為能力者。
外貌是穿著斑點狀洋裝（在幹部塔則是穿著戴著王冠的小熊造型披巾），左眼帶單邊眼鏡，留著妹妹頭的小女孩。最愛的水果的是葡萄，幾乎是從不離手，喜歡將葡萄嵌入每根手指之間，再逐一食用的習慣。
超人系「童樂果實」能力者，能夠讓觸碰到的人變成能力者所想的玩具，而且變成玩具的種類以及式樣完全根據能力者的偏好所決定。例如有可能讓目標變成洋娃娃或者是動物玩偶等等。不過被變成玩具的目標，其大小是根據原本被變成玩具前的身高成正比。且與被變成玩具的目標有關係的人們（例如親屬或是朋友），將會失去有關變成玩具的對象曾經相處過的「所有」記憶。目標在處於玩具狀態時，並不會失去語言能力和獨立思維，但是身體已經被砂糖控制並定下契約：不許傷害人類，為唐吉訶德家族工作或者戰鬥到死。被變成玩具的人即使肢體被外力扯斷也不會感到痛，是否會傷及原本身體不詳。果實的缺點擁有此果實的能力者在吃下惡魔果實的瞬間，身體便會停止生長，不論是身高還是外貌，都會保持在吃下果實那時候的樣子。另外已知只有一個方法能讓變成玩具的人變回原樣，方法便是讓砂糖於非自願的狀態下不省人事，玩具就會變回人類，與此同時相關的所有記憶也會在同一時間恢復。
10年前跟隨家族成員殲滅利克一族，統治多雷斯羅薩王國後，奉命將過半的多雷斯羅薩居民變成玩具，多佛朗明哥更為此頒發人類和玩具分隔的法令，控制多雷斯羅薩居民的思想。
於C區賽事落幕後，部分落敗的選手被變成玩具，以至於大家都忘記了他們的存在。SOP作戰被實行時，砂糖在騙人布戰敗後，親手把小人族製作的塔塔巴巴斯科辣椒丸餵予騙人布服食。但最終被騙人布服食後的恐怖狀嚇倒，口吐白沫，失去意識。這使SOP作戰計劃成功，失去意識後被托雷波爾帶回王宮。後因蔓雪莉的能力甦醒後，製造出大量的玩具大軍，發誓將多雷斯羅薩的所有人都變成玩具，並且來到多雷斯羅薩皇宮第4層的游泳池庭園，想要把魯夫和羅變成玩具。最終被騙人布用超遠距離的蓑蟲星所製造出的SOP鬼臉再次嚇暈，失去意識。被喬菈救到王宮一層禮拜堂內的懲戒小屋，在喬菈準備強迫蔓雪莉公主治療昏迷的砂糖時，被雷奧用「高級縫製·七彩拼接」的招式將砂糖與幾位幹部縫在一起。最後隨著多佛朗明哥敗戰，被藤虎上將和海軍用海樓石上銬逮捕。
名字取自砂糖。人物造型參考於日本知名糕餅店不二家的商標LOGO牛奶妹。

喬菈（Giolla）
聲優：江森浩子（日本）；許淑嬪〈ep.608〉→詹雅菁〈ep.629-715〉（台灣）
年齡：61歲，生日：1月25日，星座：水瓶座，身高：221公分，血型：S型，出生地：北海，喜歡的食物：藝術性的甜點。
唐吉訶德家族的幹部，隸屬托雷波爾軍的特殊能力者部隊。
超人系「藝術果實」能力者藝術人。使用能力之前，會先讓自己的想像力以及靈感具現化，藉此從手掌中鮮豔色七彩煙霧，被煙霧碰到的目標便會變成能力者所想像出來的藝術品。
外貌為配戴三角框眼鏡，尖下巴，留著雙色捲髮、濃妝、身材葫蘆狀的大嬸，自稱”本小姐”，獨特笑聲是“喔吼吼吼吼”，說話時不時會參雜“討厭啦!討厭死了!”。個性極度聒噪自戀，常認為旁人在稱讚她的外表，將自己比作美人。但其實她是很溫柔的人，德林傑就是她撫養大的，連童年時期受傷的羅也是她為其療傷，稱呼托拉法爾加·羅為“小羅羅”。喜歡玩撲克牌，和拉奧·G是牌友。對待家族以外的人非常暴力粗魯。
童年的喬拉熱愛畫畫。16年前就已是家族成員而且很苗條，後跟隨家族成員追殺其羅希南特。10年前跟隨家族成員殲滅利克一族，統治多雷斯羅薩王國。
奉命「綁架桃之助」以及「奪取千陽號」之後，趁著娜美等人留守千陽號時，率領手下偷偷潛入男性臥室，現身後用能力將娜美等人還有千陽號變成抽像畫，於是布魯克假裝欣賞喬菈的藝術，要求解除拐杖的破壞藝術拉一首曲子，當拐杖解除破壞藝術之後，布魯克用一節刀將喬菈擊敗，因此解除了眾人的破壞藝術，之後她被眾人修理得很慘。由此羅挾持她作為脅迫多佛朗明哥的人質，直到多佛朗明哥和羅對決時被羅放過而逃離現場。後來喬菈準備強迫蔓雪莉公主治療昏迷的昏倒的幹部們時，被雷奧的縫縫果實能力打敗。最後隨著多佛朗明哥敗戰，被藤虎上將和海軍用海樓石上銬逮捕。
人物外型取自埃德娜夫人，是澳大利亞喜劇演員巴里·漢弗萊斯創作和表演的人物。果实能力参考自西班牙画家巴勃罗·毕加索的立体主义画风。

#### 帝雅曼鐵軍
拉歐·G（Lao G）
聲優：後藤哲夫（日本）；宋克軍〈ep.608〉→孫中台〈ep.620－629〉→符爽〈ep.660－716〉（台灣）
年齡：70歲，生日：10月7日，星座：天秤座，身高：157公分，血型：F型，出生地：北海，喜歡的食物：熟成肉製作的牛排。
唐吉訶德家族的幹部，隸屬帝雅曼鐵軍的格鬥部隊。家族中少數沒有惡魔果實能力的幹部。擅長使用「地翁拳」。懸賞金額：6,100萬貝里（在船長成為七武海前→恢復懸賞被逮捕）。
頭爆青筋的光頭老者，有老花眼，戰鬥時遇到近身戰時會戴上老花眼鏡。性格冷靜，使用敬語，相當服從多佛朗明哥的命令。會有用雙手比出「G」的手勢與說出有關G諧音字句的特殊舉動。喜歡玩撲克牌，和喬菈是牌友。童年的他是個練功夫的捲頭髮小孩。
16年前就已是家族成員，在羅加入後教授他體術、武術與肉體的戰鬥能力，後跟隨家族成員追殺其羅希南特。10年前跟隨家族成員殲滅利克一族，統治多雷斯羅薩王國。
在騙人布等人實行「SOP作戰」時命令前往玩具之家門口進行守衛結果因為搞錯入口而跑到地下交易港的入口，但歪打正著的向玩具士兵所帶領的頓達塔族對峙上，並使用強烈的武術壓倒性的擊倒玩具士兵以及頓達塔族等人。
與幹部聚集在王宮高地第2層阻擋競技場參賽者，與青椒交戰並壓制住他，後因為見到BABY5愛上雜菜而反對兩人的婚事，甚至還在戰鬥中因不明原因而壽終正寢（但後來靈魂被BABY5喚回），隨後使出「地翁拳究極秘技·戰鬥保拳」，暫時恢復年輕時力量後以「G之刻章」偷襲打敗青椒，後為將BABY5從雜菜身邊帶走而與之戰鬥，並欲使用全力擊敗雜菜，但被力量覺醒的雜菜使出八衝拳「錐龍·錐釘」武腳跟擊中頭部，被雜菜擊敗而被打入深淵。拉歐·G後被喬菈救到王宮一層禮拜堂內的懲戒小屋，被雷奧用「高級縫製·七彩拼接」的招式將拉歐·G與幾位幹部縫在一起。最後隨著多佛朗明哥敗戰，被藤虎上將和海軍用海樓石上銬逮捕。
Lao取自於英文的佬酒（Lao-Lao）或羅馬拼音的老（lao)，G與jii諧音，在日語中意為“爺爺”或“老人”，實際上合起來是指“老爺爺”或“非常老的人”。

馬赫拜茲（Machvise）
聲優：楠見尚己（日本）；宋克軍〈ep.608〉→符爽〈ep.629－709〉（台灣）
年齡：52歲，生日：8月13日，星座：獅子座，身高：440公分，血型：S型，出生地：北海，喜歡的食物：披薩。
唐吉訶德家族的幹部，隸屬帝雅曼鐵軍的格鬥部隊。懸賞金額：1,100萬貝里（在船長成為七武海前→恢復懸賞被逮捕）。
留著長捲髮，頭戴黑帽，穿著暴露胸口的連身螺紋緊身衣，右臂刺著海賊團紋身，留著胸毛的健壯男子，臀部有一條狸貓尾巴裝飾，後背一塊巨大的圓形銅盾，說話語尾會加上「in」。童年的他是個穿著高級的小孩。
超人系「噸壓果實」能力者超體重人，能隨意改變體重。能夠讓自身龐大的身軀漂浮於空中，並隨時讓自身恢復重力後，就能夠利用此重力壓碎敵人。
16年前就已是家族成員，後跟隨家族成員追殺其羅希南特。10年前跟隨家族成員殲滅利克一族，統治多雷斯羅薩王國。
被多佛朗明哥下令去鎮守玩具之家，與德林傑和粉紅·先生連手擊敗了佛朗基，後在鳥籠遊戲與4位幹部鎮守王之高地，企圖阻擋鬥技場怪人軍團，激戰中敗於怪人軍團之一的巨人族戰士哈爾汀，成為鳥籠中第一個戰敗的幹部。
被喬菈救到王宮一層禮拜堂內的懲戒小屋，在喬菈準備強迫蔓雪莉公主治療昏迷的馬赫拜茲時，被雷奧用「高級縫製·七彩拼接」的招式將馬赫拜茲與幾位幹部縫在一起。最後隨著多佛朗明哥敗戰，被藤虎上將和海軍用海樓石上銬逮捕。名字取自于台钳的英文拟音。

粉紅·先生（Senor Pink，曾譯：賽尼奧爾·皮克）
聲優：山路和弘（日本）；宋克軍（台灣）
年齡：46歲，生日：6月12日，星座：雙子座，身高：244公分，血型：X型，出生地：北海，喜歡的食物：露西安做的料理、吉姆雷特酒（雞尾酒）。
唐吉訶德家族的幹部，隸屬帝雅曼鐵軍的格鬥部隊。懸賞金額：5,800萬貝里（在船長成為七武海前→恢復懸賞被逮捕）。
體形肥胖，頭戴粉紅色的嬰兒帽的中年男性，咬著奶嘴，穿著有星星圖案的黃色尿布。性格強硬，不喜歡有人闖進自己的決鬥，也重情重義（對自己的已經故去的妻兒就是一個例子），對於需要幫助的人不會不管，對於黃毛丫頭的愛情表示令人作嘔。童年的他是個頭上有疤痕的小帥哥。
超人系「游游果實」能力者自由游泳人，能自由地在物體中游泳移動。
16年前就已是家族成員，在BABY5問及羅的珀鉛病時將白色城鎮的不幸和政府的黑暗告訴BABY5。後跟隨家族成員追殺其羅希南特。10年前跟隨家族成員殲滅利克一族，統治多雷斯羅薩王國。
過去的粉紅·先生十分帥氣，本名為吉姆利安，有抽菸的習慣，穿著一身標準西裝。但實際上和佛朗基一樣是一個變態，不過現今變成這樣是為了表達對自己妻子「露西安」（聲優：高木禮子（日本）；許淑嬪（台灣））和兒子「吉姆雷特」（聲優：柿沼紫乃）的忠誠，寧可自己穿著滑稽像個變態，也不想再有2次婚姻，妻兒的死是個永遠的陰影。
過去擁有自己的家庭，但是那時候就已是海賊，為能和自己真心相愛但是讨厌海贼的露西安結婚撒謊說自己是銀行職員。當一次任务结束后回家時發現自己的孩子吉姆雷特已經因病去世，而妻子露西安也因去银行找人發現了他並不是銀行職員，悲痛欲絕的露西安跑了出去。結果因為下雨天山體滑坡的關係被砸中了頭部，變成了植物人，無法表達出任何表情，也說不了話。而粉紅·先生也是為了能再讓她微笑起來，用各種方式哄她開心，後來穿著嬰兒裝的時候因為還是不行，但是發現她笑了，從而永遠保持了這樣的服飾，即使嚇壞了民眾，被人們直斥為變態，被其他家族幹部成員恥笑也毫不理會。
在佛朗基進攻玩具之家的時候負責防守，將女性的胸罩扯下當成餐巾擦掉嘴上的番茄汁而被佛朗基吐槽是變態。在SOP作戰勝利後被佛朗基逃走，之後撞擊從上面掉下來的魯夫。在佛朗基回來破壞工廠的時候回來制止佛朗基，與佛朗基決鬥，不斷的用背摔攻擊佛朗基，同時也被佛朗基用重錘擊中30次，最後也用必殺技重創佛朗基，但是因為說好如果能夠再站起來那麼就完全不躲避，且會承受佛朗基的最後攻擊，因此也被佛朗基重創。現在已經躺在地上動不了了，可能是因為回想起來自己的過去的緣故而無心戀戰。最後隨著多佛朗明哥敗戰，被藤虎上將和海軍用海樓石上銬逮捕。
粉紅·先生取自英語的粉紅色。人物年輕時外型取自周潤發在上海灘里饰演的黑帮大佬许文强。穿著取自穿粉紅蓬裙的鮑伯·嘉莉。

德林傑（Dellinger，曾譯：掌心雷）
聲優：宮田幸季（日本）；符爽（台灣）
種族: 鬥魚半魚人，年齡：16歲，生日：8月11日，星座：獅子座，身高：145公分，血型：S型RH-，出生地：北海，喜歡的食物：哈密瓜。
唐吉訶德家族的幹部，隸屬帝雅曼鐵軍的格鬥部隊。家族中少數沒有惡魔果實能力的幹部。懸賞金額：1,500萬貝里（在船長成為七武海前→恢復懸賞被逮捕）。
鬥魚半魚人的少年，頭上有著和多雷斯羅薩鬥魚一樣的角，背上有鰭，頭戴鴨舌帽，帽子的正中央有個多雷斯羅薩代表海獸「鬥魚」的圖案，左耳有戴耳環。上身穿一件長頸鹿斑紋狀的長袖，下身穿熱褲，腳上著穿十厘米的鋼鐵製深紅色高跟鞋。說話時經常加上「咿呀」。喜歡嘲笑戲弄敵人，戰鬥時極為兇狠。
因為是鬥魚半魚人所以人類和魚人都不願意收養德林傑，在德林傑還是一個嬰兒時就被唐吉訶德家族收養。在16年前羅剛加入家族的時候還是個嬰兒，不過在10年前進入多雷斯羅薩的時候已經是個活潑好動的小孩子了，之後照顧他的是喬菈，因為喬菈的個人興趣就把他當女孩子撫養長大。
奉命把貝拉密收拾掉，告訴貝拉密少主的指令來嘲笑貝拉密，在快要殺掉貝拉密時，被巴特洛馬用屏障的能力擋住，德林傑不斷踢擊屏障將自己的腳踢出血，直到帝雅曼鐵傳達多佛朗明哥的另一個指令，要求德林傑和拉歐·G一起去守衛玩具之家，因而生氣的離開。後趕到玩具之家和馬赫拜茲、粉紅·先生還有海軍一起擊倒佛朗基，在SOP大作戰成功之後，後魯夫、羅、索隆掉了下來，粉紅·先生絆倒魯夫之後，馬赫拜茲壓住魯夫的一隻腿，德林傑趁機用手槍高跟鞋攻擊魯夫，被索隆從後面踢了德林傑的屁股，結果踢到了馬赫拜茲。後與BABY5、拉歐·G、馬赫拜茲、古拉迪斯一起防禦在第2層，阻止怪人軍團的前進。幹部與怪人軍團相遇之後，德林傑被斬首蘇萊曼說成是小孩子，要求德林傑讓開，德林傑戲弄蘇萊曼之後，用頭上的角撞向蘇萊曼，將蘇萊曼解決。在怪人軍團聯合起來抵擋幹部時，用犄角解決軍師達迦馬，用斷頭高跟鞋秒殺布爾吉利。在與伊迪歐交戰，利用鬥魚的牙齒將之擊敗，但在前往下一層幫古拉迪斯的忙時遭到覺醒後的白馬亂斬擊敗。被喬菈救到王宮一層禮拜堂內的懲戒小屋，在喬菈準備強迫蔓雪莉公主治療昏迷的德林傑時，被雷奧用「高級縫製·七彩拼接」的招式將德林傑與幾位幹部縫在一起。最後隨著多佛朗明哥敗戰，被藤虎上將和海軍用海樓石上銬逮捕。
名字取自英語德林加槍，泛指任何不是左輪手槍也不是半自動手槍的任何小型手槍。

#### 皮卡軍
古拉迪斯（Gladius，古拉迪烏斯）
聲優：千葉一伸（日本）；符爽（台灣）
年齡：33歲，生日：8月6日，星座：獅子座，身高：260公分，血型：XF型，出生地：北海，喜歡的食物：法式鹹派。
唐吉訶德家族的幹部，隸屬皮卡軍的特攻部隊的殺手。懸賞金額：3,100萬貝里（在船長成為七武海前→恢復懸賞被逮捕）。
平時帶著禮帽或頭盔，但在生氣爆發時，頭髮會炸破帽子頭盔，露出如刺蝟一樣的髮型，常帶著的有圓形鏡片的面罩，而圓形鏡片有望遠鏡的功能。眼睛兩側有縫合線疤痕，穿著深藍色長風衣，衣服上鑲有齒輪等金屬裝飾，部分為子彈發射器。對於多佛朗明哥十分忠心，稱呼他為「少主」。個性剛烈，不能容忍背叛唐吉訶德家族的人。相當重視計劃性，討厭不按計劃行事和不守時間的人。童年的他與長大的自己打扮的一樣手上拿著一把劍。
超人系「爆爆果實」的能力者破裂人。能夠讓自身的肉體膨脹來引爆或是將觸碰到的無機物膨脹產生爆炸。使用能力時，會讓能力者想要引爆的該處肉體不斷膨脹，類似於將空氣灌入氣球內的狀態，膨脹至最大值時就能夠引起大爆炸，原理類似於氣球炸彈。
16年前已是家族幹部成員之一，在羅進入家族後教授羅槍砲術，在BABY5問起羅的珀鉛病時，將他故鄉白色城鎮的不幸和政府的黑暗告訴BABY5。13年前跟隨家族成員前往密尼翁島追殺羅希南特，把叛離家族的羅希南特打成重傷。10年前跟隨家族成員殲滅利克一族，統治多雷斯羅薩王國。
初登場時在BABY5攻擊多佛朗明哥的時阻止BABY5攻擊，在得知維爾莉特已經叛變後，十分生氣地同時將自己的帽子爆破掉。在居魯士等人進攻皇宮時，輕鬆擊敗兩位頓達塔族成員，後抓住居魯士欲其爆破，但被魯夫阻止，後魯夫和維爾莉特帶著居魯士逃走時，用鋼盔爆破打傷維爾莉特，在尋找魯夫之際，遇上假扮多佛朗明哥的錦衛門，發現多佛朗明哥是假扮後，怒氣沖沖的前往2樓。在多雷斯羅薩大動盪後與幹部聚集皇宮，後在王宮高地第2層阻擋競技場參賽者們，發現到羅賓等人意圖飛行的方式前往王宮後，阻止羅賓等人繼續飛行，後與羅賓等人掉到第3層並與其交戰，後魯夫等人也掉落便阻止魯夫等人，但被巴特洛馬擋下。與卡文迪許交戰時，使用能力在地面設置炸彈，在卡文迪許進入白馬人格狀態後，原本來想讓德林傑幫忙但讓他暫時待在下面，但德林傑不聽勸告上來後被白馬一招秒殺。在羅賓前往第4層時在牆壁上設置爆破，巴特洛馬為保護羅賓與古拉迪斯交戰，使出全身爆破將自身膨脹為一個巨大的球形炸彈，巴特洛馬於是將自己和古拉迪斯關進球形屏障之中，打算用刀刺穿古拉迪斯的喉嚨讓牆壁爆破停止，但偏了幾厘米。後牆壁被古拉迪斯爆破為灰燼，不過羅賓和卡文迪許利用白馬速度飛上天空躲過爆炸，最終在無防備狀態被巴特洛馬用屏障屏障手槍擊敗。最後隨著多佛朗明哥敗北，被藤虎為首的海軍逮捕關押至推進城。
名字來源取自西班牙語的劍。

BABY5（Baby5）
聲優：佐藤利奈（日本）；許淑嬪（台灣）
年齡：24歲，生日：5月15日，星座：金牛座，身高：181cm，血型：XF型，出生地：北海「庫恩村」，喜歡的食物：迷你長崎蛋糕。
前唐吉訶德家族的幹部，隸屬皮卡軍的特攻部隊的殺手兼女僕。多雷斯羅薩事件過後脫離唐吉訶德家族，跟隨加入草帽大船團的八寶水軍離開多雷斯羅薩，後和雜菜正式結婚。
水牛（Buffalo，巴法羅）
聲優：高戶靖廣（日本）；宋克軍（台灣）
年齡：30歲，生日：4月8日，星座：白羊座，身高：696cm，血型：F型，出生地：北海，喜歡的食物：三層冰淇淋。
唐吉訶德家族的幹部，隸屬皮卡軍的特攻部隊。
特徵是螺旋槳般的奇特髮型的青年男性，身體纏著粗鎖鏈，穿著厚重的長外套，牙齒上有海賊團標記，說話時語尾會加上「映」。非常喜歡去賭場，當他手邊沒錢的時候，會跟BABY5借錢賭博，而水牛的賭運極佳，所以只有他不在賭場的時候，賭場人員才能趁機從其他賭客身上撈錢。
超人系「轉轉果實」的能力者，旋轉人，其旋轉可以像螺旋槳一樣在天空飛行，也可以轉起暴風。
16年前就已跟随家族，童年時與BABY5二人为唯二被羅希南特故意欺负而没有逃走的小孩，還曾因為曾嘲笑皮卡的聲音而被打成重傷。在得知羅得的是珀鉛病的時候，信以為真會傳染，要求羅遠離他。后成為家族成員，13年前跟隨家族前往密尼翁島追殺羅希南特，和BABY5一起在上空搜尋羅的蹤跡，向多佛朗明哥報告海軍保護一名少年的情報。10年前跟隨家族成員殲滅利克一族，統治多雷斯羅薩王國。
奉命與BABY5前往龐克哈薩特帶回凱薩等人，抵達小島後將毒氣吹散，吹散毒氣遇上佛朗基並與其交戰，最後被其擊敗，因為情況不妙而準備逃跑被娜美和騙人布联手擊落掉入海中。後被羅能力分開身體並安置於唐吉訶德海賊團的專屬救生艇上，後在多佛朗明哥的幫助恢復身體，後回到多雷斯羅薩。回到多雷斯羅薩待在王宮待命，在居魯士衝進來的時候被其擊敗並扔出皇宮。最後隨著多佛朗明哥敗北，被藤虎為首的海軍逮捕關押至推進城。
名字來源取自英文的「水牛(Buffalo)」。

#### 其他幹部
莫內（Monet，莫奈）
聲優：松井菜櫻子（日本）；詹雅菁（台灣）
年齡：30歲（已故），生日：8月27日，星座：處女座，身高：227cm，血型：X型，出生地：北海，喜歡的食物：抹茶牛奶刨冰。
唐吉訶德家族的幹部，隸屬威爾可軍的搜索部隊。為砂糖的姐姐，是在羅希南特死後（約13年前）的兩年後加入家族，當時她17歲，之後才成為能力者。曾擁有正常人的手腳，之後被羅改造成鳥類的雙翼和利爪，被稱雪女、人面鳥（Harpy）。
特徵是留著草綠色波浪長髮（動畫版則為淺綠色），瞳色為金黃色，左眼不時被瀏海遮蓋，並有著曼妙身材的美女。平常除外出執行任務，她幾乎都以配戴厚底牛奶瓶眼鏡的形象示人。獨特笑聲是「唔呵呵呵」。一旦聽見有人讚美她的外貌就會變得很開心，甚至還會露出嬌羞的反應，被索隆吐槽是個經不起誇獎的傢伙。童年的她是個帶著眼鏡，拿著一本書的知性小女孩。
自然系「雪雪果實」能力者雪人，能將身體任何部分變成雪狀，從身體的任何一處創造出冰雪並凝結成冰刀或冰壁，也能夠隱藏並自由穿梭在雪裡。弱點是火焰或是帶著熱能的攻擊會讓雪融化。戰鬥時則會變成巨大的怪獸（如同神話中真正的人面鳥），性格變得殘暴、冷酷，以利牙咬碎對手身軀，而且習慣先行解決落單的弱者。武器是兩支大冰鑿，能夠進行刺擊以及斬擊。
稱呼多佛郎明哥為「少爺」，堅信多佛朗明哥會成為海賊王，為幫助他甚至願意獻出自己的生命。10年前進王宮任職擔任侍女，打開王宮讓家族成員殲滅利克一族，統治多雷斯羅薩王國後，並劫持碧歐菈公主。
被多佛朗明哥安排到凱薩麾下，擔任凱薩的秘書處理文件資料，亦對凱薩進行監視及護衛的任務。在羅進入冰火島以後，她經由羅的能力改造成鳥人。平時習慣待在研究所，但在巡邏時就會在島上四處飛翔。凱薩為確保提出合作的羅不會暗地謀反，要求羅把心臟交給他，同時他要莫內把心臟交給羅作為交換條件。她曾將記載草帽海賊團重新出發的報紙拿給凱薩，並且知道羅與魯夫的關係，使凱薩一度懷疑是羅故意將草帽海賊團帶進這座島。她在羅離開研究所時改變型態跟蹤他，之後和威爾可逮住開始行動的羅。
魯夫和凱薩對戰時造出雪牆保護凱薩，讓凱薩先行離開。莫內用能力凍住魯夫，魯夫打穿地板掉了下去。之後她於研究所內攻擊試圖拯救餅乾房孩童的娜美等人，但被索隆擋下交戰。魯夫習慣用「鳥女」來稱呼她，索隆稱她為「女妖怪」，娜美則稱呼她「混帳雪女」。之後支援的海軍趕來，不慎被達絲琪以武裝色霸氣纏繞的劍砍傷左翼。後與達絲琪展開激烈戰鬥，藉著「萬年雪」化身為巨大鳥怪咬傷達絲琪的右肩，此時遭到被其一度認為不會砍女人的索隆以沒用上武裝色霸氣的「大震撼」劈成兩半，受到其氣勢震懾令惡魔果實能力失去控制，隨後意圖攻擊未給予自己致命一擊的索隆，但被達絲琪施展「斬時雨」砍中右側腰部而敗。事後透過電話蟲與多佛朗明哥通訊，表明自己早就做好和敵人同歸於盡的覺悟，準備按下引爆開關將龐克哈薩特徹底炸毀，讓多佛朗明哥的地下秘密永遠沉埋，卻因為先前羅將她的心臟裝作斯摩格的心臟交給凱薩，此時凱薩為報復誤將冰錐刺進她的心臟造成誤殺，引爆計劃亦隨即失敗過世，隨後多佛朗明哥親自趕往龐克哈薩特。
名字來源取自法國印象派畫家克洛德·莫內。人物外型取自古希腊引诱奥德修斯的女妖哈耳庇厄。

### 其他部下
裘茵（Kuween（Kyuin））
聲優：小林優子（日本）；許淑嬪（台灣）
20歲。唐吉訶德家族「SMILE工廠長」，由於佛朗基以太吵為由和她接吻以此讓她閉嘴，但也使她喜歡上佛朗基。事件之後她仍滯留在多雷斯羅薩，並受到細菌海賊團的影響而引發騷動。
托拉法爾加·D·瓦特爾·羅
原內定三代「柯拉遜」，已脫離組織。
維爾莉特
原托雷波爾軍幹部兼殺手，真實身分為利克王族公主碧歐菈，已脫離組織。
貝拉密
原唐吉訶德家族旗下海賊團船長，已脫離組織。

### 來源
1. 1 2 3 4 5 6 7 8 9 10 11 12 13 14 15 16  恐怖の支配者! ドンキホーテファミリー!!
2. ↑  《ONE PIECE》漫畫第75卷SBS詢問專欄。
3. 1 2  《ONE PIECE》漫畫單行本第77集SBS專欄
4. ↑  台灣動畫版本2016.01.03首播第715集講到